# Mario Party: The Top 100
Mario Party: The Top 100 (マリオパーティ１００ ミニゲームコレクション, Mario Pāti 100 minigēmu korekushon, lit. "Mario Party: 100 Minigame Collection") és un joc de la sèrie Mario Party per a la Nintendo 3DS, que va sortir el 10 de novembre a Amèrica del Nord i el desembre de 2017 a Europa i al Japó, gairebé tres mesos després d'haver-se anunciat (el període més curt de tota la saga Mario). És el 21è joc de tota la sèrie i el tercer en sortir a la 3DS. El joc és una compilació de cent minijocs de les deu entregues per a consola de la sèrie.

## Jugabilitat
A diferència de la resta d'entregues de la sèrie que estaven més enfocades en els taulers, en aquest cas ens trobem amb un joc extensament enfocat en minijocs, concretament inclou cent minijocs millorats de minijocs que han aparegut en anteriors entregues de la sèrie Mario Party llançades en consoles de sobretaula. En aquests minijoc, cadascun amb les seves normes, l'objectiu és realitzar certes activitats, sigui amb el micròfon de la consola, amb la pantalla tàctil o amb els botons, en el menor temps possible o fins a derrotar els contraris. Hi ha molts tipus de minijocs depenent de com s'agrupen els jugadors (si no són controlats per un altre jugador, se'n fa càrrec la consola seguint un nivell de dificultat preestablert), si en 2 contra 2, tots contra tots, 1 contra 3, duels, o minijocs DK, minijocs Bowser i minijocs de caps.

### Modes
El joc compta amb sis modes de joc:
- 100 Minigames permet triar qualsevol de tots els minijocs disponible en el joc, triar-ne de preferits i fer-ne paquets; no obstant aquests minijocs van desbloquejant-se a mesura que s'avança en el mode Minigame Island.
- Minigame Island consisteix en un seguint de mons plens de caselles on cadascuna és un minijoc; per avançar n'hi ha prou en jugar-hi però depenent del resultat el jugador guanya bonificacions en forma de miniestrelles (d'un màxim de 3) i monedes o perd una vida; al completar aquest mon es pot triar si continuar la partida o no.
- Minigame Match és l'únic mode en què es juga sobre un tauler (molt semblant al del mode Toad Scramble de Mario Party: Star Rush però més petit), encara que la idea recorda al mode Balloon Bash de l'anomenat joc. Abans de començar els jugadors decideixen els torns de la partida, així com la col·lecció de minijocs, i un cop allà, tiren tots alhora un dau i recorren les passes que aquest indiqui. L'objectiu és aconseguir el màxim nombre de globus estrella que es van repartint pels taulers (encara que costen un preu), i cada vegada que algú n'agafa un apareix una ruleta que triarà el minijoc. Tant amb els globus com amb els minijocs es van aconseguint monedes que al final de la partida es canviaran per estrelles.
- Championship Battles, ideat de Mario Party 4, consisteix en jugar a minijocs aleatoris d'un paquet amb altres jugadors, i el primer que arribi a guanyar tres o cinc rondes guanya.
- Decathlon, introduït a Mario Party 5, porta els jugadors a desafiar-se en un nombre de cinc o deu minijocs però no competeixen per qui guanya sinó per qui més bé ho faci, i al final de la partida el que en total tingui més punts guanya.
- Collection permet al jugador veure detalls breus d'anteriors jocs Mario Party presents en el joc, així com ítems i banda sonora.

Mario Party: The Top 100 permet als jugadors utilitzar el mode local de la consola o el mode descàrrega per jugar amb altres persones. Els participants tenen accés a tots els modes amb les dues opcions, però en el mode Minigame Match, els jugadors que hagin escollit el mode local poden escollir el seu paquet de minijocs però en el mode descàrrega és l'hoste qui escull el paquet.

### Personatges jugables
Es poden escollir tots els personatges presents en el joc des de l'inici, quelcom que no succeïa en cap entrega no-arcade de la sèrie des de Mario Party DS. No obstant, només inclou vuit personatges, mentre que Island Tour en tenia deu i Star Rush dotze. Aquests personatges són Mario, Luigi, Peach, Daisy, Wario, Waluigi, Yoshi i Rosalina (l'avantatge d'aquest últim és que no ha estat present en cap dels jocs dels quals se'n recuperen els minijocs).

### Compatibilitat amb amiibo
Mario Party: The Top 100 és compatible amb les figures amiibo de la col·lecció Super Mario en certs modes. A Minigame Island, si algú perd una vida, utilitzant un amiibo se'n pot aconseguir una; en el mateix mode, si el jugador cau en una casella amiibo, pot escanejar-ne un i aconseguir deu monedes de franc (seran 50 si aquest amiibo és un Goomba o un Koopa). Cada amiibo només es pot utilitzar un cop al dia.
Si s'escaneja un amiibo de Goomba o de Koopa a la tria de paquet de minijocs a Minigame Match o a Championship Battles, els jugadors desbloquegen el paquet sencer del Paquet de Minijocs Goomba o del Paquet de Minijocs Koopa respectivament.

## Recepció
Mario Party: The Top 100 ha rebut crítiques mixtes, actualment compta amb una mitjana de 59 a l'agregador Metacritic i un 55,88% a GameRankings. Com a punts positius s'ha tingut en compte l'habilitat de jugar en breus períodes i el concepte del joc com una simple compilació de minijocs nostàlgics d'anteriors títols de la sèrie, menrte que la tria de minijocs ha sigut un punt de contenció. Com en la majoria de jocs Mario Party, els crítics han destacat que es troba diversió si els jugadors tenen amics amb qui compartir una estona amb el videojoc. Quant a aspectes negatius s'ha mencionat el preu del joc i el contingut per a un sol jugador així com que no ha sortit per a la Nintendo Switch. A més, els crítics han dit que l'entrega té molt menys contingut que altres jocs Mario Party i, per tant, el joc no és massa rejubable pels seus defectes.